# Desis gardineri
Espèce
Desis gardineri est une espèce d'araignées aranéomorphes de la famille des Desidae.

## Distribution
Cette espèce est endémique du Lakshadweep en Inde. Elle se rencontre sur Minicoy dans  les îles Laquedives.

## Description
La femelle holotype mesure 8 mm.

## Étymologie
Cette espèce est nommée en l'honneur de John Stanley Gardiner.

## Publication originale
- Pocock, 1904 : Arachnida. Fauna and geography of the Maldive and Laccadive Archipelagoes. London, vol. 2, p. 797-805 (texte intégral).